# Dr Nkosazana Dlamini Zuma Local Municipality
Dr Nkosazana Dlamini Zuma (englisch Dr Nkosazana Dlamini Zuma Local Municipality) ist eine Lokalgemeinde Distrikt Harry Gwala der südafrikanischen Provinz KwaZulu-Natal. Der Verwaltungssitz der Gemeinde befindet sich in Creighton. Bürgermeisterin ist Patricia Ngeneleni Mncwabe.
Sie entstand ab dem 3. August 2016 aus der Zusammenführung der Gemeinden Ingwe und Kwa Sani. Sie liegt im Südwesten der Provinz, wo sie an Lesotho grenzt. Die Gemeinde ist nach der ANC-Politikerin Nkosazana Dlamini-Zuma (* 1949) benannt.

## Städte und Orte
| - Creighton - Donnybrook - Himeville - Ingwangwane - Isibizane - KwaSandanezwe - Luwambeni - Mashayilanga | - Mqatsheni - Ncwadi - Ndulini - Nkelabantwana - Nkwezela - Nqumeni - Qulashe - Senkwanzela | - Underberg |

## Bevölkerung
2011 lebten in dem Gebiet 113.446 Menschen.

## Sehenswürdigkeiten

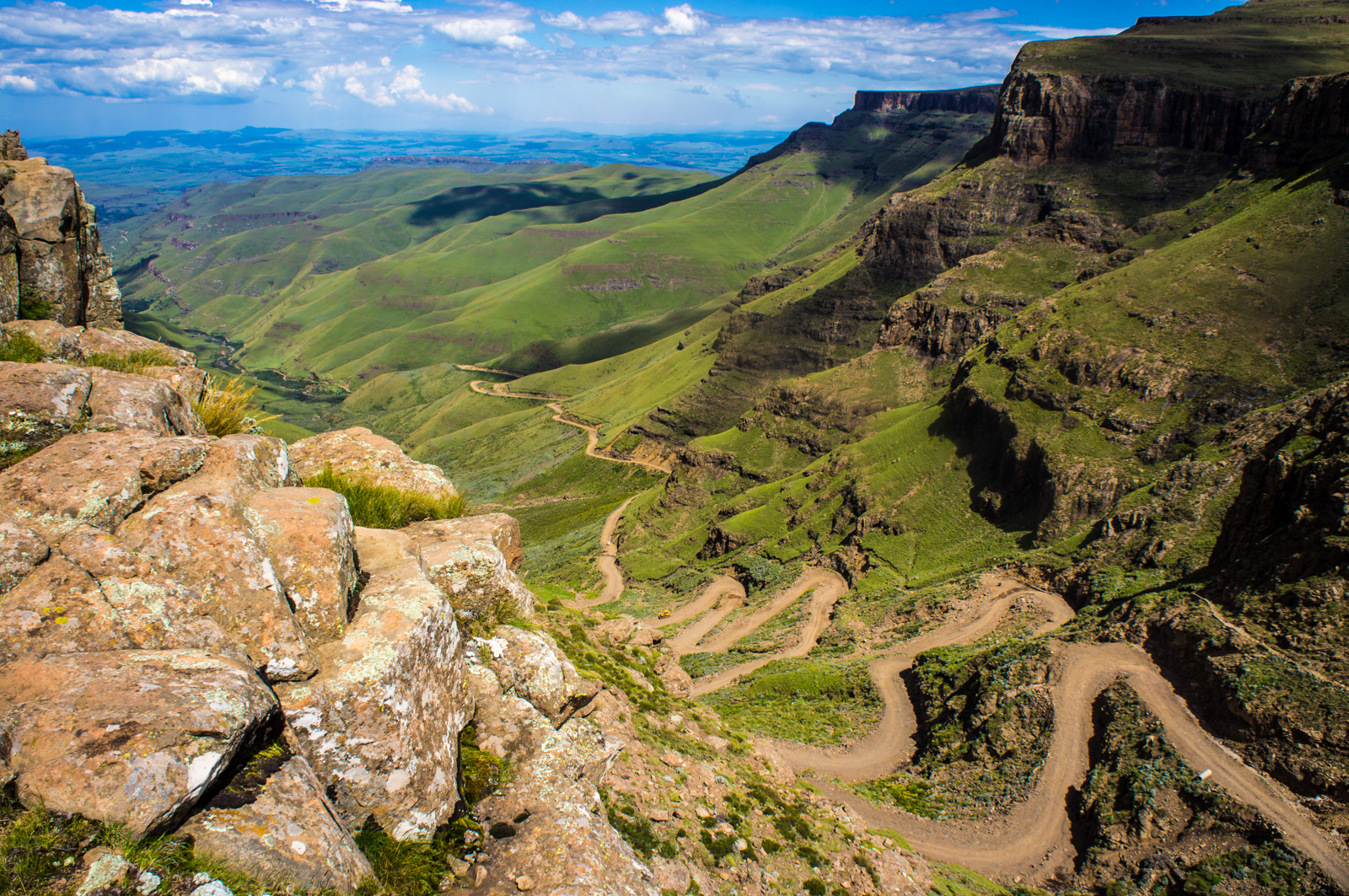
Sani Pass

- Ukhahlamba-Drakensberg Park, teilweise auf dem Gemeindegebiet liegend
- Sanipass